# Landau (Pfalz) Hauptbahnhof
Landau (Pfalz) Hauptbahnhof is een spoorwegstation in de Duitse stad Landau in der Pfalz. 

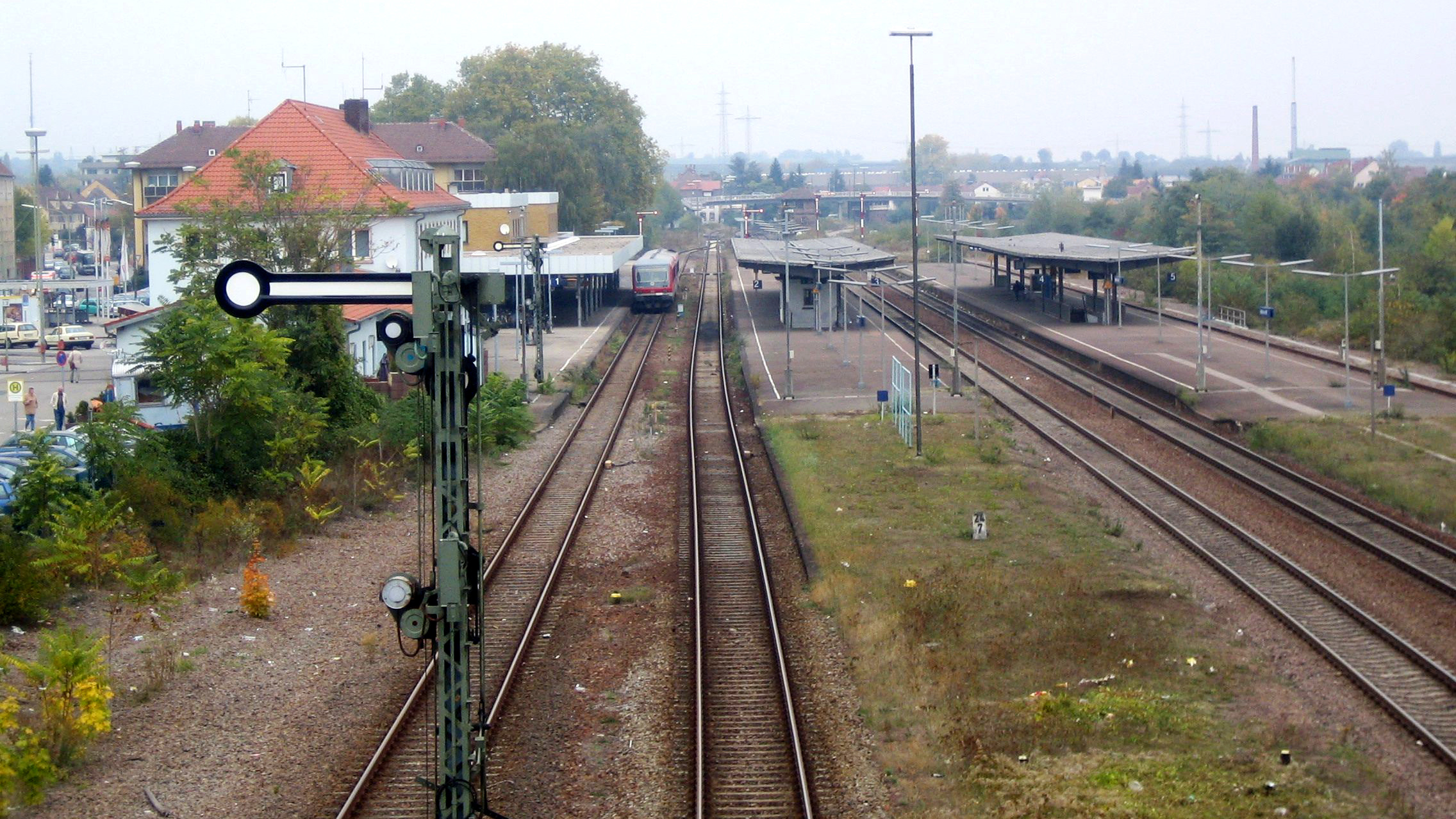
Station Landau (Pfalz) Hauptbahnhof
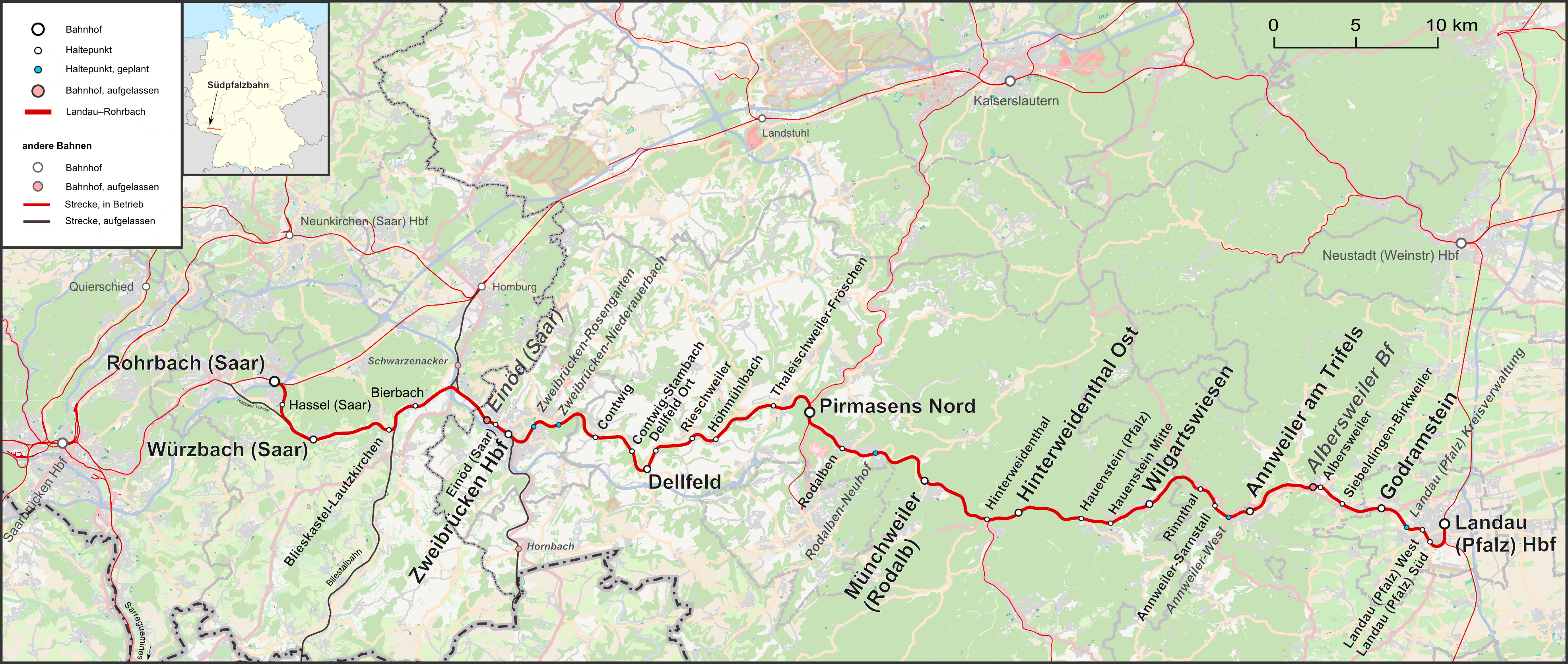
Kaart spoorlijn naar Rohrbach
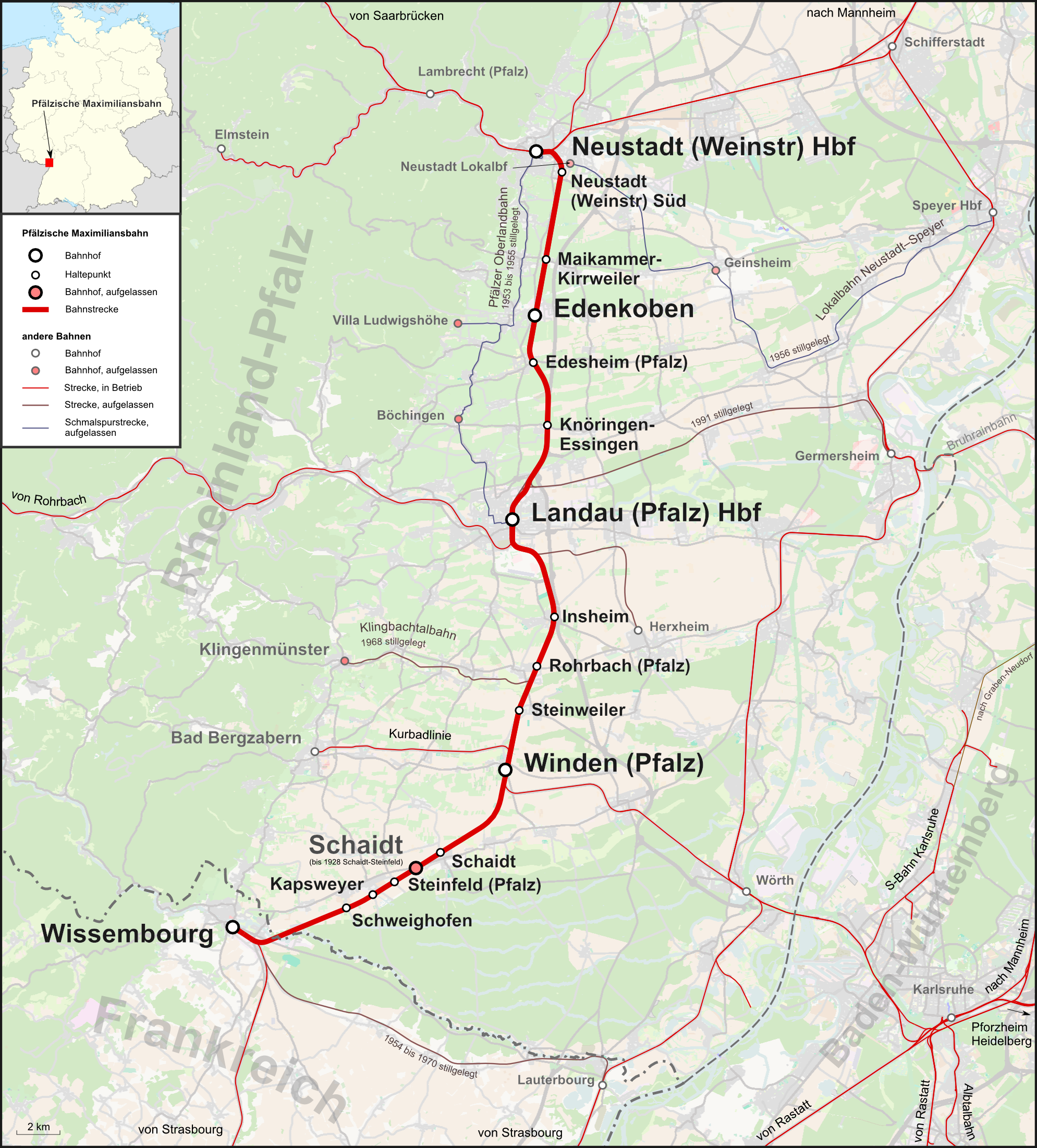
Kaart spoorlijn naar Wissembourg en Neustadt (Weinstraße)

Vanaf station Landau (Pfalz) Hauptbahnhof kan men per stoptrein, doorgaans één keer per uur, reizen naar:
- Neustadt an der Weinstraße
- Rohrbach (Saar) (bij Sankt Ingbert) via Pirmasens-Nord en Annweiler
- Station Winden (Pfalz) en van daar naar station Wissembourg (F) of Karlsruhe Hauptbahnhof

De spoorverbinding tussen dit station en station Pirmasens Nord wordt ook wel Queichtalbahn genoemd, naar het dal van het riviertje Queich, waar de lijn doorheen loopt.
Drie andere spoorlijnen, die in dit station hun begin- of eindpunt hadden, zijn in de jaren tot 1984 wegens onvoldoende reizigers- en goederenaanbod opgeheven.
Vóór het station bevindt zich een in 2013 gemoderniseerd busstation, waar de drie stadsbuslijnen en talrijke streekbuslijnen een halte hebben.